# Timóixino
Timóixino (en rus: Тимошино) és un poble de l'óblast de Vladímir, a Rússia, segons el cens del 2010 tenia 135 habitants. Pertany al districte municipal de Mélenki.